# Медаль «За прививания оспы»
Медаль «За прививания оспы» — награда Российской империи, учреждённая Екатериной II в 1768 году для поощрения развития оспопрививания.

## История медали

### До 1826 года
Медали чеканилась в двух вариантах: серебряная и золотая. Золотой медалью награждались врачи, священнослужители, гражданские чиновники, которые организовывали прививочные пункты. Серебряными медалями награждались лица, делавшие прививки. На медали изображена Екатерина II и богиня здоровья Гигея. При Екатерине II и Александре I медаль не предназначалась для ношения.

### После 1826 года
В 1826 году по указу Николая I медаль приобрела статус для ношения. С 1830 года чеканились монеты из бронзы для награждения прививальщиков в Великом княжестве Финляндском. На медали был изображён портрет Николая I. Диаметр медали составлял 62 мм.